# The Secret (chasse au trésor)
Pour les articles homonymes, voir Secret (homonymie).
The Secret (The Secret, a Treasure Hunt, pour le titre entier) est une chasse au trésor créée en 1982 par Byron Preiss (1953-2005). Cette chasse consiste à retrouver douze coffres aux trésors, dont les indices proviennent d'un livre écrit par ce dernier la même année et également intitulé The Secret.

## Principe

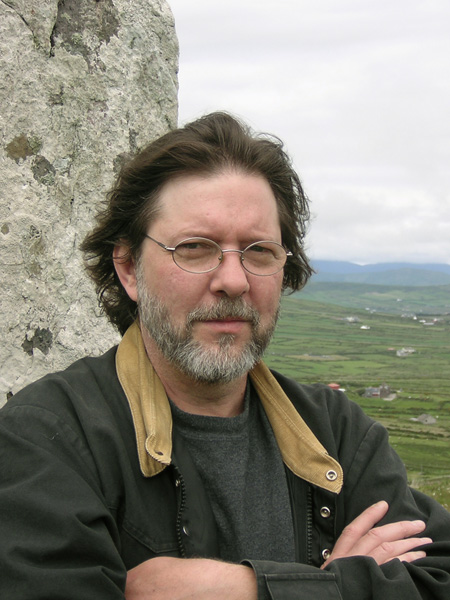
John Jude Palencar est l'auteur des illustrations du livre

Le livre de Byron Preiss a été publié en 1982. L'ouvrage donne des indices qui se trouvent dans douze images et un poème en douze vers permettant de retrouver autant de coffres (dénommés « casques » dans l'ouvrage).
Ces coffres sont enterrés dans des lieux secrets de villes des États-Unis et du Canada, symbolisant des événements et des personnages ayant joué un rôle important dans l'histoire de l'Amérique du Nord. Ils contiennent une clé en céramique qui peut être échangée auprès de la maison d’édition.
Quiconque découvrait l'un de ces coffres avait le droit de l'échanger contre une pierre précieuse auprès du créateur de cette chasse au trésor. En 2023, seuls trois trésors ont été découverts. Ils étaient respectivement enterrés dans des parcs et des lieux publics des villes américaines de Chicago (découvert en 1983), Cleveland (découvert en 2004) et Boston (découvert en 2019). Un chasseur de trésors québécois est convaincu que l’un des coffres de Preiss se trouve sur l’île Notre-Dame, dans le parc Jean-Drapeau, à Montréal.
L'auteur Byron Preiss est décédé en 2005 mais la chasse continue. L'illustrateur John Jude Palencar est en possession des notes prises par l'auteur et connaît donc les douze villes choisies, mais il n'a jamais été mis dans la confidence des emplacements précis des trésors. Les villes évoquées sont:
- San Francisco
- Charleston
- Roanoke Island
- Cleveland (trouvé)
- Chicago (trouvé)
- Saint Augustine
- Houston
- Milwaukee
- Montréal
- La Nouvelle Orleans
- Boston (trouvé)
- New-York

## Ouvrage lié à la recherche du trésor
Le livre contient douze illustrations et douze poèmes et l'ensemble (illustration et poème) correspond à un trésor. L'image est là pour établir une zone générale et le poème représente une carte, qui, étape par étape, donne l'emplacement exact du trésor. Les illustrations sont signées par John Jude Palencar.

### Genèse
L'auteur Byron  Preiss s'est inspiré de Masquerade, un livre d'images, écrit et illustré par Kit Williams, publié en août 1979 en Angleterre et en novembre 1979 en France.

### Résumé
Il y a plus de trois cents ans, quand les gens du « Fair People », des créatures légendaires et fantastiques issus d'une douzaine de terres se sont enfuis de l'ancien Monde pour le Nouveau, cherchant le refuge pour eux et leurs trésors contenant des pierres précieuses...

Depuis, The Fair People a disparu, laissant à l'abandon leurs douze trésors fabuleux qui sont restés cachés jusqu'à présent... La clé à trouver est à chercher dans les douze peintures de couleurs pures et douze vers de poème contenu dans le livre,.

## Autour du trésor de Montréal
Une pétition circule sur le site change.org afin de demander que les autorités de Montréal autorisent les joueurs à creuser dans les parcs municipaux de la ville.